# Elżbietów (Lublin)
Pour les articles homonymes, voir Elżbietów.
Elżbietów (prononciation : [ɛlʐˈbjɛtuf]) est un village polonais de la gmina de Michów dans le powiat de Lubartów de la voïvodie de Lublin dans l'est de la Pologne.
Le village comptait approximativement une population de 145 habitants en 2009.

## Histoire
De 1975 à 1998, le village est attaché administrativement à l'ancienne Voïvodie de Lublin.

Depuis 1999, il fait partie de la nouvelle voïvodie de Lublin.